# Обратная дискриминация
Обра́тная дискримина́ция (англ. reverse discrimination) — концепция дискриминирования по отношению к членам доминирующей группы или большинства в пользу членов групп меньшинств. Возникновение такого вида дискриминации обусловлено как недостатками в юридическом определении ограничений позитивной дискриминации, так и злоупотреблением вре́менными правовыми преимуществами со стороны ранее дискриминируемых меньшинств.
Следует отличать от понимания обратной дискриминации как другого терминологического обозначения для позитивной дискриминации.

## Обратная дискриминация на рабочем месте
С середины 1970-х гг., когда политика позитивной дискриминации начала набирать популярность, обратная дискриминация стала проявляться, прежде всего, в сфере занятости и образования. Здесь сформировалось узкое понимание обратной дискриминации как неравное обращение с белыми или мужчинами.
Показательным примером является иск против пожарного департамента города Нью-Хейвен в США, отказавшегося повышать белых по службе, чтобы не обидеть расовые меньшинства. Четверо судей Верховного суда проголосовали против истцов, за — пять. Поддержавший истцов судья Энтони Кеннеди аргументировал: «Сама по себе боязнь судебной тяжбы не может оправдать решение работодателя использовать расовую принадлежность для ущемления интересов лиц, сдавших экзамены и аттестованных на повышение». Голосовавшая против иска либеральная судья Рут Бейдер Гинзбург, известная защитница прав меньшинств, заявила, что вред такого решения (указавшего работодателям на недопустимость поощрения меньшинств только за то, что они не белые) будет «неоценимым». Однако подобные судебные прецеденты в США очень редки и идея искупления «исторической вины» белых продолжает существовать.
Доказать случаи обратной дискриминации на рабочем месте как последствие мер позитивной дискриминации сложно. Связано это с тем, что меры позитивной дискриминации через создание преимуществ в найме лиц, ущемлённых в прошлом, в законодательстве прямо не указываются, а представлены как возможность. Эта возможность реализуется через обращение в суд, чьё решение уже и предписывает меры против ограничения прав уязвимых групп, если были доказаны факты их дискриминации в прошлом или настоящем для определённой организации. В результате работодатели, боясь судебных разбирательств, в каждом корпоративном документе подчёркивают предоставление равных возможностей всем группам и принимают решения с учётом имеющихся правовых возможностей и прецедентов по предоставлению преимуществ для ранее дискриминируемых групп. Исходя из такой практики, делается вывод о том, что связь обратной дискриминации на рабочем месте с мерами позитивной дискриминации является мифом. Популярность этого мифа интерпретируется как попытка белых мужчин оправдать потерю своих преимуществ из-за того, что работодатели теперь проводят политику недискриминации по цвету кожи, а женщины не ставят семью в приоритет перед карьерой.
Действительно, предоставление дополнительных возможностей для женщин, национальных меньшинств, инвалидов, лиц пожилого возраста и других «слабых» групп всё реже имеет прямое выражение. Меры позитивной дискриминации становятся менее радикальными и более скрытыми. Например, через финансовое стимулирование в виде займов, грантов и контрактов от публичных властей. Но от этого меры позитивной дискриминации не теряют потенциал для возникновения ситуаций, когда менее квалифицированный или менее нуждающийся, чем представитель большинства, представитель меньшинства оказывается в более благоприятном положении. Например, квоты заменяются «ориентирами» в отборе персонала и обучающихся, что размывает границу между сферами публичного и частного права и даёт основания для судебной защиты управленческого решения как мнения, а не факта. Анализ антидискриминационного законодательства США и европейских стран показывает, что есть два направления в позитивной дискриминации для обоснования обратной дискриминации на рабочем месте:
1. принцип «1+» — при найме или продвижении на рабочем месте при прочих равных условиях предпочтение отдаётся женщинам, представителям меньшинств или инвалидам;
2. принцип «разнообразие» — наём и продвижение людей из разных этнических групп и социальных сред для преодоления их маргинальности.

При этом, например, в США по данным за 2012 год 86 % согласились с тем, что «мы должны сделать всё необходимое, чтобы убедиться, что каждый имеет равные возможности для достижения успеха», и лишь 33 % согласились с тем, что «мы должны сделать всё возможное, чтобы улучшить положение чернокожих и других меньшинств, даже если это означает дать им преференции».

## Обратная дискриминация на международном уровне
Вследствие того, что в либеральных странах и международном праве повышается уровень защищенности человека и гражданина от дискриминации, существование обратной дискриминации признаётся как несоответствующее современному обществу. Обратная дискриминация превращается в глобальную проблему. На этом уровне сформировалось широкое понимание обратной дискриминации, не ограничивающееся внешним видом человека и относящееся к многообразию его идентичностей. Так, в 2009 году американцы указали, что сильнее всего конфликт между иммигрантами и людьми, родившимися в США — 55 %, немногим менее половины опрошенных отметили силу конфликта между бедными и богатыми людьми — 47 %, четверо из десяти считают серьёзным конфликт между белыми и чёрными — 39 %, и четверть опрошенных главным назвали конфликт между молодыми и старыми — 26 %.
Государства, принимающие мигрантов для решения проблемы демографического кризиса, заинтересованы в том, чтобы те, кто прибывает с целью постоянного жительства, уважали исторически сложившиеся в стране ценности, признавали авторитет органов власти и стремились стать частью общества. Но несмотря на предпринимаемые для этого меры, часть мигрантов образуют закрытые общины, где действуют традиционные для них законы и обычаи, основой которых нередко является религия, в особенности ислам. Такие мигранты демонстрируют свою нелояльность к либеральному государству. Например, значительно число мусульман, которые в выборе между либеральными ценностями и нормами шариата предпочтут второе: таких в Норвегии — 14 %, в Великобритании — 30 %, во Франции — 54 %. Это нарушение базового принципа западной цивилизации о верховенстве права над религиозными правилами. Нелояльность к либеральному государству, провоцирующее оправдание насилия во имя религии, ставит под сомнение политику мультикультурализма, так как «ни религия, ни культура не могут быть приняты в качестве оправдания для отказа от принципа верховенства права». Поэтому либеральное право не оформляет юридически и статус идентичности большинства. Нет и практики реализации большинством права на самоопределение.
В ответ на демонстративную нелояльность части мигрантов усиливается негативная общественная реакция на участившиеся попытки политиков и активистов по распространению практики позитивной дискриминации на мигрантов, которые лично никогда не подвергались дискриминации в той стране, куда они прибывают по собственному желанию. В медиареальности часть левого спектра политических сил тиражирует радикальное требование установить уголовную ответственность за несогласие с позитивной дискриминацией для мигрантов, называя такое мнение подстрекательством к «фашистским» акциям. По мнению Пола Готфрида, сторонники репрессивной толерантности, используя журналистские, судебные и бюрократические средства для ликвидации диктатуры большинства, «требуют драконовских мер против политически некорректных белых христиан мужского пола». Такое давление на общество стало возможным потому, что третья и «четвёртая» власть — суды и СМИ — как важные инструменты демократии могут использоваться с недемократической целью для установления диктатуры меньшинства, так как «эти две системы не избираются гражданами… Поэтому… большинство не получает представительства, хоть и выбирает представителей путем демократических выборов».
По оценке Леонида Ионина, все определения большинства, представленные в институтах современного общества (рациональная наука, капиталистическая экономика и политическая демократия) слишком узкие и отрицательные, так как большинство определяется по-разному дискриминируемыми меньшинствами: по отношению к женщинам — это мужчины, к чёрным — белые, к инвалидам — здоровые и др. При этом численность и разнообразие меньшинств растёт и, если сохранятся наблюдаемые тенденции, будут расти и в будущем. Это стало возможным потому, что институты демократического общества, сформировавшиеся в эпоху модерна через противопоставление традиции, стоят на стороне меньшинств, оказывая инициативам меньшинств сопротивление (например, не разрешая гей-парады) только в случаях эпатирующего проявления морального релятивизма. Активизация меньшинств и рост их влияния являются симптомом движения к новым формам социальной организации и общественной морали, так как «восстание меньшинств есть, по существу, восстание против морали», легитимируемое политкорректностью.
По мнению доктора исторических наук Александра Лукина, запущенная на Западе в 60-е годы XX века эмансипация превратилась в процесс обратной дискриминации с требованием уже не привилегий, а репараций — большинство должно платить «особенно угнетённым» группам меньшинств. Например, в США белые теперь должны платить чёрным репарации, потому что предки белых угнетали предков сегодняшних чёрных. Такая перемена обусловлена тем, что «доминирующее меньшинство» теряет творческие силы и лишь силой пытается сохранить свои привилегии. В итоге, обратная дискриминация стала частью той новой тоталитарной идеологии XXI века, что производится сегодня, прежде всего, в США.

## Защита большинства от дискриминации
Лиав Оргад (англ. — Liav Orgad) предлагает защищать идентичность большинства не специальным юридическим определением, а через законы об иммиграции и натурализации. Это предложение он делает в качестве вывода по результатам исследования миграционной политики либеральных стран, стремящихся ограничить приток мигрантов для сохранения своей культурной идентичности. С позиции демократического либерализма Оргард критикует практику некоторых стран, указывая, что применяемые «нелиберальные» методы нарушают защищаемые принципы и дискриминируют большинство.
Под большинством понимается та часть населения, которая не может быть отнесена к меньшинствам и составляет опору существующего правопорядка, так как понимает, принимает и сохраняет национальную идею государства. Оргад как последовательный либерал говорит о таком же, как и для меньшинств, праве большинства на самоопределение (автономию) и производную от этого защиту прав большинства — своей идентичности, истории, государства и уклада жизни. Поэтому, чтобы добиться лояльности мигрантов к либеральному государству, Оргад предлагает сузить поле лояльности до принятия принципов национального конституционализма — для людей, стремящихся сменить гражданство, предлагается изучить основные вопросы конституционного устройства новой родины и принять ответственное решение о согласии с этими принципами или отказе от них. Защита прав большинства переводится из неопределённой сферы в область чётких правовых норм: условием допуска лица на территорию государства является понимание и признание им либерально-конституционных принципов в целом, а условием натурализации — признание фундаментальных конституционных принципов (системы ценностей и критериев законности и справедливости) конкретного государства.
В нормальном состоянии большинство не нуждается в защите. Но в актуальных условиях, когда коллективные права меньшинств формально закреплены, а права большинства не представлены в специальных правовых нормах, может появиться потребность в сбалансировании ситуации. Защита прав большинства, по мнению Оргада, оправдана в следующих случаях: исчезающее большинство; большинство, являющееся меньшинством в регионе; большинство-жертва — так обозначается национальное большинство, постоянно подвергающееся преследованию; большинство-меньшинство — обозначение большинства, воспринимающего себя по разным причинам как национальное меньшинство и испытывающего страх за дальнейшее существование.

## Развитие идеи защиты большинства
Поставленный Оргадом вопрос о защите прав большинства может не ограничиваться защитой этноконфессиональной идентичности, на чём фокусируется автор новой концепции. Предложенная концепция защиты большинства от дискриминации может распространяться и на сохранение сексуальной и гендерной идентичности, так как, по мнению Евгения Кожокина, сексуальное большинство гетеросексуально и не ставит под сомнение, что гражданский брак — это семейная связь между мужчиной и женщиной. Исходя из этого, легализация других форм брака может рассматриваться как угроза для естественного воспроизводства и сохранения этносов. Глобальное исследование общественного мнения по вопросам морали показало, что 59 % опрошенных считают гомосексуальные отношения морально неприемлемыми, а 20 % — приемлемыми. Например, в России это 72 % и 9 % соответственно.
Однако протест, например, против регистрации государством однополых браков бесперспективен с позиции прав человека и гражданина. Дело в том, что субъект этих прав — лицо, не имеющее ни цвета кожи, ни национальности, ни пола, ни профессии, ни других положительных (не через отрицание) определений, кроме того, что это человек. По мнению политолога Е. М. Шульман в Семейном кодексе РФ семья определяется не половым поведением её членов, а ведением совместного хозяйства: нет хозяйства — нет и семьи, поэтому «легализация однополых браков в Европе и в США есть как раз не прогрессивный, а консервативный шаг, направленный на поддержку института семьи, который находится под угрозой».
Примером обратной дискриминации по признаку сексуальной и гендерной идентичности является решение апелляционного суда Лондона, отказавшего гетеросексуальной паре в регистрации гражданского партнёрства — юридически принятого в Великобритании статуса, позволяющего не заключать традиционный брак и получить все предусмотренные для семейного союза юридические права. Суд постановил, что условием вступления в гражданское партнёрство является одинаковый пол супругов. При этом судьи отметили, что данное условие потенциально ущемляет права человека.
Новой формой дискриминации большинства, изменяющей роль родителей, может стать редактирование генома эмбриона и появление «дизайнерских детей» как детей с заданными по воле родителей качествами. Развитие репродуктивных инноваций, создающих новые основания для социального неравенства, способно необратимо изменить семейные отношения и гендерную идентичность. К Китаю, Швеции и Великобритании как странам, в которых разрешено редактирование генома, присоединились и США.